# Nivala
Nivala egy város és község Finnországban. Az Észak-Pohjanmaa régióban található. A város lakossága 10 397 fő (2021. december 31.), területe 536,88 km², ebből 8,92 km² víz. A népsűrűség 16,69 ember kilométerenként. Az önkormányzat egynyelvű (finn).

## Földrajz
A szomszédos települések Haapajärvi, Haapavesi, Sievi és Ylivieska.

### Természet
A településen áthalad a Kalajoki folyó. A régió legnagyobb tava a Pidisjärvi, a másik két tava pedig a Suojärvi és az Erkkisjärvi.

## Híres emberek
- Kyösti Kallio, Finnország negyedik elnöke (1937–1940), Nivala lakosa volt.
- Rakel Liehu, író
- Maria Lohela, a finn parlament korábbi elnöke (2015–2018)
- Atte Ohtamaa, jégkorongozó

## Külső linkek
- A Wikimédia Commons tartalmaz Nivala témájú kategóriát.
- A Wikivoyage tartalmaz Nivala témájú leírást.
- Municipality of Nivala – Official website